# Лёгкий (фрегат, 1793)
«Лёгкий» — парусный 26-пушечный фрегат Черноморского флота Российской империи.

## Описание фрегата
Длина судна составляла от 30,5 метра, ширина — 9,4 метра, а осадка — 4,3 метра. Вооружение судна состояло из 26-и орудий.

## История службы
Фрегат был заложен на Николаевской верфи 23 ноября 1790 года и после спуска на воду 2 октября 1793 года вошёл в состав Черноморского флота России. Строительство вёл корабельный мастер А. П. Соколов.
C 1794 по 1799 год занимал брандвахтенный пост в Очакове. С июля по ноябрь 1800 года доставлял провизию для средиземноморской эскадры адмирала Ф. Ф. Ушакова из Николаева в Константинополь.
С 1801 по 1803 год стоял в Николаеве, где в 1804 году и был разобран.

## Командиры фрегата
Командирами судна в разное время служили:
- М. М. Огильви (1793 год).
- Е. А. Гамельтон (1797—1798 год).
- С. А. Велизарий (1799 год).
- С. И. Рубец (1800 год).
- Ф. Х. Папафило (1801 год).
- В. А. Рябинин (1802—1803 год).